# Sant Julià de la Clua
Sant Julià de la Clua és una església amb elements barrocs d'Artesa de Segre (Noguera) inclosa a l'Inventari del Patrimoni Arquitectònic de Catalunya.

## Descripció
L'església de Sant Julià de la Clua s'emplaça al bell mig de la Clua, nucli agregat a Artesa de Segre. Es troba en una petita plaça entre les cases d'aquest poble. Es tracta d'una església d'una nau amb una planta rectangular. Es tracta d'un edifici d'època recent (possiblement segle xviii) que aprofita l'estructura i materials d'una antiga construcció, que es podria situar vers els segles xi i xii.
L'església de Sant Julià està situada de nord a sud, aprofita els murs nord i oest del primitiu temple alt-medieval. Aquests murs foren incorporats a la fàbrica de l'església, mancats del coronament superior. Aquest temple anterior comptaria possiblement amb un absis semicircular a llevant i la porta a la façana sud. L'únic element visible en els murs conservats és una finestra de doble esqueixada, paredada, que es conserva al mur nord. Per altra banda, els paraments conservats originals presenten un aparell de carreuó ben escairat, disposat molt regularment en filades uniformes, fet característic de finals del segle xi i inicis del XII.
Les refaccions o reedificació posterior li confereix un aspecte molt diferent. La cara exterior dels murs presenta un aparell molt heterogeni, amb blocs ben escairats i regulars segons els cànons alt-medievals, combinats amb d'altres de mides i formes més variades. La façana sud, on es troba la porta (adovellada amb arc de mig punt), es troba totalment arrebossada i compta amb un petit rosetó i un campanar que es troba molt restaurat (amb maó) i no permet una descripció acurada.
L'interior del temple es troba molt malmès a causa de l'ús actual que se'n fa (local de l'associació de veïns), les parets, tot i que presenten pintures alterades han estat pintades de blanc i s'hi han fet dibuixos molt recents. No obstant s'hi pot observar la construcció de la nau amb arcs de mig punt. A l'interior de l'església s'hi pogué observar una estufa de llenya que, mitjançat un tub metàl·lic, expulsa/extreu el fum pel campanar. També una cuina de gas butà al costat de la pica baptismal i nombroses taules i cadires.
La teulada, restaurada fa poc temps (segons el testimoni oral d'un veí), és a doble vessant i està realitzada amb teula àrab.
Per acabar, cal ressenyar l'existència d'un forn de pa construït d'obra nova a redós de la paret est de l'església.

## Història
Indirectament es coneix que aquest església formà part de la dotació inicial de Santa Maria de Meià cap a l'any 1095. Per contra, en el capbreu d'aquest monestir de l'any 1137 no apareix Sant Julià de la Clua, en canvi sí que ho fa el castell de la Clua. Posteriorment, durant la visita del delegat de l'arquebisbe de Tarragona a la zona tampoc fa constar aquesta església. En canvi, Roig i Jalpí el 1637 afirmà que el monestir de Santa Maria de Meià posseïa l'església: "Sant Iuliam Martyr en Clua. Es parroquial"